# Герб комуни Уруст
Герб комуни Уруст (швед. Orusts kommunvapen) — символ шведської адміністративно-територіальної одиниці місцевого самоврядування комуни Уруст.

## Історія
На печатках гераду (територіальної сотні) Уруст з документів за 1664 та 1710 роки використовувалося зображення трьох рибальських гачків. Цей мотив використано при розробці 1983 року проекту символа для комуни.
Новий герб комуни Уруст офіційно зареєстровано 1984 року.

## Опис (блазон)
У синьому полі над відділеною хвилясто срібною основою три срібні мольви із золотими гачками в ротах у золотому дубовому вінку.

## Зміст
Сюжет з трьома гачками походить з печатки гераду Уруст із XVІІ століття. Три мольви і хвиляста основа символізують риболовецькі промисли та розташування над морем, а дубовий вінок вказує на цінні породи деревини на території комуни.